# Ilja Ilf
Ilja Arnoldovitsj Ilf (Russisch: Илья Арнольдович Ильф) (Odessa, 15 oktober 1897 - 13 april 1937) was een Russisch schrijver in de jaren 20 en 30, die samenwerkte met Jevgeni Petrov.
Ilja Ilf, pseudoniem voor Ilja Arnoldovitsj Fajnzilberg (Russisch Илья Арнольдович Файнзильберг), werd geboren in Odessa. Hij was de zoon van een eenvoudige Joodse bankemployee. Nadat hij de technische school in 1913 afmaakte werkte hij eerst bij een architectenbureau, een vliegtuigfabriek en een handgranatenfabriek.
In Odessa begon hij te schrijven voor een humoristisch tijdschrift, genaamd Sindektikon. In 1923 verhuisde hij naar Moskou waar hij een baan kreeg als bibliothecaris. Hij begon tevens te schrijven voor enkele kranten en humoristische tijdschriften.
In 1925 werd hij journalist bij de tijdschriften Goedok en Morjak, waar hij Jevgeni Petrov ontmoette. De twee begonnen samen te schrijven en dit resulteerde in 1928 in het boek De Twaalf Stoelen, dat een absoluut succes werd. Van nu af aan werden de twee schrijvers bekend onder de naam van hun duo Ilf en Petrov.
Ilf en Petrov schreven na De Twaalf Stoelen nog een vervolg op dit boek, getiteld Het Gouden Kalf. Bovendien publiceerde het duo samen artikelen in de Pravda en in andere tijdschriften en kranten.
Samen maakten ze reizen door Europa, in 1933 en 1934. In 1935 en 1936 trokken ze door de Verenigde Staten, hetgeen resulteerde in een nieuw boek, getiteld Одноэтажная Америка dat in het Nederlands is vertaald als Amerika Éénhoog.
Ilf stierf na kort na deze reis als gevolg van tuberculose die hij in de Verenigde Staten had opgelopen.

## Publicaties van Ilf in Nederlandse vertaling
- Ilf & Petrow: De twaalf stoelen (Humoristische roman) (Vert.: Siegfried van Praag). Amsterdam, Meulenhoff, 1931. (2e druk: Utrecht, Het Spectrum, 1953)
- Ilja Ilf & Jevgeni Petrov: De twaalf stoelen (Vert.: Frans Stapert). Amsterdam, Bondi / Galerie Onrust, 1993. ISBN 90-801544-1-5 (2e druk 1997 als Ooievaar Pocket, ISBN 90-5713-180-3. 2e (ie. 3e) druk Amsterdam, Bondi/ Pegasus, ISBN 90-801544-1-5
- Ilja Ilf & Jevgeni Petrov: De twaalf stoelen en Het gouden kalf (Vert. Arie van der Ent). Amsterdam, Wereldbibliotheek, 1994. ISBN 90-284-1684-6

(Herdruk De twaalf stoelen in 2006 als Rainbow Pocket 831, ISBN 90-417-0630-5;
herdruk Het gouden kalf in 2006 als Rainbow Pocket 832, ISBN 90-417-0631-3
- Ilja Ilf en Jevgeni Petrov: Het gouden kalf (Vert.: Frans Stapert) Amsterdam, Bondi/Galerie Onrust, 1994. ISBN 90-801544-2-3
- Ilja Ilf en Jevgeni Petrov: Een gouden kalf (Vert.: Nico Rijnenberg). Groningen, Jason, 1994. ISBN 90-9007379-5
- Ilja Ilf en Eug. Petrow: Een millionair in Sovjet-Rusland (=Het gouden kalf) (Vert. G.H. van Balen en J. Feitsma). Amsterdam, 1993.
- Ilja Ilf & Jevgeni Petrov: Jubelpakket (Vert.: Arie van der Ent) Leiden, Pers no. 14, 1996. Geen ISBN
- Ilja Ilf & Jevgeni Petrov: Amerika eenhoog (Vert.: Paul Janse). Amsterdam, Wereldbibliotheek, 2001. ISBN 90-284-1917-9
- Ilja Ilf & Jevgeni Petrov: De blauwe duivel (drie novellen) (Vert.: Frans Stapert). Amsterdam, Bondi, 1995. ISBN 90-801544-3-1

- Bibsys: 90075820
- Biblioteca Nacional de España: XX1010718
- Bibliothèque nationale de France: cb119081889 (data)
- CiNii: DA03376829
- Gemeinsame Normdatei: 11870866X
- International Standard Name Identifier: 0000 0001 2123 5608
- Library of Congress Control Number: n50031589
- Nationale Bibliotheek van Letland: 000034582
- Bibliotheek van het Japanse parlement: 00444205
- Nationale Bibliotheek van Tsjechië: jn19981001519
- Nationale bibliotheek van Australië: 35967530
- Nationale Bibliotheek van Israël: 987007280449105171
- Nationale en Universitaire bibliotheek Zagreb: 000059789
- Nederlandse Thesaurus van Auteursnamen: 070582394
- Réseau des bibliothèques de Suisse occidentale: 02-A000085078
- Istituto Centrale per il Catalogo Unico: CFIV087241
- LIBRIS: 191196
- Système universitaire de documentation: 026930153
- Trove: 1166825
- Virtual International Authority File: 22143414
- WorldCat: E39PBJkMHyyPm4p98kmfdWkJjC